# کوه‌زایی پان-آفریکن

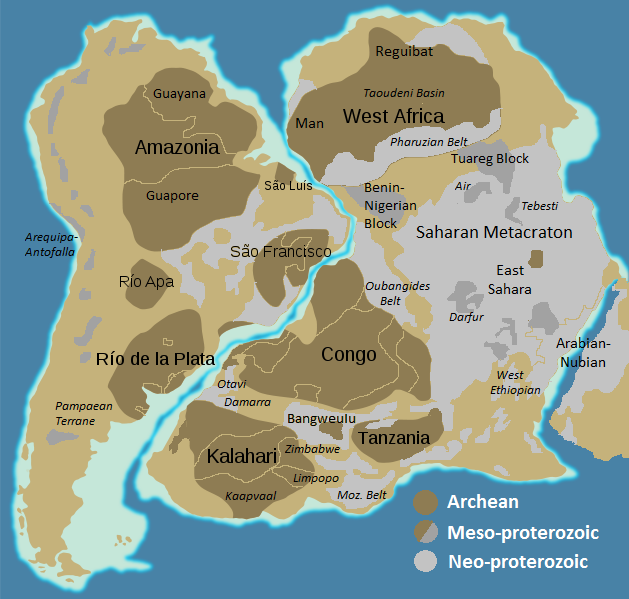
کوه‌زایی گندوانای غربی با کراتونهای بزرگ به رنگ قهوه‌ای و کوه‌زایی پان-آفریکن به رنگ خاکستری نشان داده شده‌است.

کوه‌زایی پان-آفریکن (انگلیسی: Pan-African orogeny) مجموعه‌ای از رویدادهای کوه‌زایی عمده در پیشین‌زیستی نو بود که حدود ۶۰۰ میلیون سال پیش باعث شکل‌گیری ابرقاره گندوانا و پانوتیا شد. این کوه‌زایی با نام‌های کوه‌زایی پان-گندوانن و کوه‌زایی ساندانین نیز شناخته می‌شود. کوه‌زایی پان-آفریکن و کوه‌زایی گرنویل بزرگ‌ترین سیستم‌های کوه‌زایی شناخته‌شده زمین به‌شمار میٰ‌روند. مجموعه پوسته قاره‌ای پدید آمده در کوه‌زایی پان-آفریکن و کوه‌زایی گرنویل باعث شدند تا پیشین‌زیستی نو به دوره‌ای در تاریخ زمین تبدیل شود که در آن بیشترین پوسته قاره‌ای پدید آمده‌است.